# Миден (Алер)
Миден (њем. Müden) општина је у њемачкој савезној држави Доња Саксонија. Једно је од 41 општинског средишта округа Гифхорн. Према процјени из 2010. у општини је живјело 5.641 становника. Посједује регионалну шифру (AGS) 3151018.

## Географски и демографски подаци
Миден се налази у савезној држави Доња Саксонија у округу Гифхорн. Општина се налази на надморској висини од 47 метара. Површина општине износи 67,3 km². У самом мјесту је, према процјени из 2010. године, живјело 5.641 становника. Просјечна густина становништва износи 84 становника/km².